# Mathilde Myhrvold
Mathilde Skjærdalen Myhrvold (16 luglio 1998) è una fondista norvegese.

## Biografia
Originaria di Gjøvik, a livello giovanile praticò atletica leggera nel quadri della Raufoss IL; nello sci di fondo è attiva dal novembre del 2014 e ha esordito in Coppa del Mondo il 12 marzo 2019 a Drammen in una sprint (44ª); ai XXIV Giochi olimpici invernali di Pechino 2022, suo esordio olimpico, si è piazzata 44ª nella 10 km e 21ª nella sprint. Il 14 dicembre 2024 ha conquistato a Davos in sprint il primo podio in Coppa del Mondo (2ª) e ai successivi Mondiali di Trondheim 2025, suo esordio iridato, è stata 13ª nella sprint.

## Palmarès

### Coppa del Mondo
- Miglior piazzamento in classifica generale: 23ª nel 2022
- 1 podio (individuale):
  - 1 secondo posto

#### Coppa del Mondo - competizioni intermedie
- 2 podi di tappa:
  - 1 secondo posto
  - 1 terzo posto